# Mécanique matricielle
La mécanique matricielle est une formulation de la mécanique quantique construite par Werner Heisenberg, Max Born et Pascual Jordan en 1925.
La mécanique matricielle est la première définition complète et correcte de la mécanique quantique. Elle prolonge le modèle de Bohr en décrivant la manière dont se produisent les sauts quantiques, en interprétant les propriétés physiques des particules comme des matrices évoluant dans le temps. Cette description est équivalente à la formulation en termes d'ondes de Schrödinger de la mécanique quantique, et est la base de la notation bra-ket de Paul Dirac pour la fonction d'onde.

## Développement
En 1925, Werner Heisenberg, Max Born, et Pascual Jordan formulèrent la description par mécanique matricielle de la mécanique quantique.

### Début à Heligoland
En 1925, Werner Heisenberg travaillait, à Göttingen, sur le problème du calcul des raies spectrales de l'hydrogène. Courant mai 1925, W. Heisenberg avait commencé à décrire les systèmes atomiques en termes d'observables exclusivement. Le 7 juin, afin d'échapper aux symptômes d'une mauvaise crise de rhinite allergique, W. Heisenberg partit pour l'île d'Heligoland en Mer du Nord, où le pollen est quasiment absent. Une fois là-bas, entre l'escalade et l'apprentissage par cœur des poèmes issus du Divan occidental-oriental de Goethe, il continua à réfléchir au problème spectral et réalisa sans doute que l'utilisation d'observables non-commutatives pourraient le résoudre, et il écrivit plus tard : « Il était environ trois heures du matin lorsque la solution aboutie du calcul m'apparut. Je fus tout d'abord profondément secoué. J'étais si excité que je ne pouvais songer à dormir. J'ai donc quitté la maison et attendu l'aube au sommet d'un rocher. ».

### Les trois articles
Après son retour à Göttingen, Werner Heisenberg montra à Wolfgang Pauli ses calculs, commentant son point de vue : « tout est toujours vague et flou pour moi, mais il semble que les électrons ne se déplacent plus sur des orbites ». Le 9 juillet, W. Heisenberg donna le même article à Max Born, lui indiquant : « qu'il avait écrit un article invraisemblable et qu'il n'osait pas l'envoyer pour publication, et que Born devrait le lire et lui donner son avis sur celui-ci » avant publication. Werner Heisenberg partit ensuite pour un temps, laissant Max Born analyser l'article.
Dans l'article, Werner Heisenberg formula la théorie quantique sans utiliser d'orbites électroniques fines. Hendrik Kramers avait auparavant calculé les intensités relatives des raies spectrales dans le modèle de Sommerfeld en interprétant les coefficients de Fourier des orbites comme des intensités. Mais sa réponse, comme tous les autres calculs dans l'ancienne théorie quantique, n'était correcte que pour des grandes orbitales.
Werner Heisenberg, après une collaboration avec Kramers, commença à comprendre que les probabilités de transition n'étaient ni des quantités quasiment classiques, parce que les seules fréquences qui apparaissent dans les séries de Fourier devraient être celles qui sont observées dans les sauts quantiques, ni les quantités fictives provenant de l'analyse de Fourier des orbites fines classiques. Il remplaça les séries de Fourier classiques par une matrice de coefficients, une sorte d'analogue quantique des séries de Fourier. En physique classique, les coefficients de Fourier donnent l'intensité de la radiation émise, donc en mécanique quantique, les valeurs des éléments de matrice sont identifiés aux intensités des raies spectrales.
Les quantités de la formulation d'Heisenberg sont la position et la quantité de mouvement classiques, mais ils n'y sont plus définis de manière précise désormais. Chaque quantité était représentée par des coefficients de Fourier à deux indices, correspondant aux états initial et final. Lorsque Max Born lut cet article, il reconnut la formulation comme étant transposable et extensible au langage systématique des matrices, qu'il avait appris lors de son étude avec Jakob Rosanes à l'université de Wrocław. Max Born, aidé de son assistant et ancien étudiant Pascual Jordan, commença immédiatement la transposition et l'extension, et ils soumirent leurs résultats à publication ; l'article fut admis à la publication tout juste 60 jours après celui d'Heisenberg. Un article continuant ce travail fut soumis à publication avant la fin de l'année par les trois auteurs ensemble (un bref aperçu du rôle de Max Born dans le développement de la formulation matricielle de la mécanique quantique avec une discussion de la formule-clé impliquant la non-commutativité des amplitudes de probabilité peut être vu dans un article de Jeremy Bernstein). Un compte-rendu détaillé historique et technique peut être consulté dans le livre de Mehra et Rechenberg The Historical Development of Quantum Theory. Volume 3. The Formulation of Matrix Mechanics and Its Modifications 1925–1926..
Jusqu'à ce moment, les matrices étaient rarement utilisées par les physiciens, étant considérées comme appartenant aux mathématiques pures. Gustav Mie les avait utilisées dans un article sur l'électrodynamique en 1912 et Max Born les avait employées dans son travail sur la théorie des réseaux cristallins en 1921. Alors que les matrices étaient utilisées pour ces domaines, l'algèbre matricielle avec ses multiplications ne correspondait pas à la description qu'ils avaient fait dans la formulation matricielle de la mécanique quantique. Born, cependant, avait appris l'algèbre matricielle avec Rosanes, comme indiqué précédemment, mais avait aussi appris la théorie de Hilbert sur les équations intégrales et formes quadratiques pour un nombre infini de variables comme il en ressort d'une citation de Born sur le travail de Hilbert Grundzüge einer allgemeinen Theorie der linearen Integralgleichungen publié en 1912,. Jordan était également apte pour cette tâche. Pendant un certain nombre d'années, il a été l'assistant de Richard Courant à Göttingen pour la préparation du livre de Courant et Hilbert Methoden der mathematischen Physik (en) I, publié en 1924. Ce livre, de manière fortuite, contenait une grande partie des outils mathématiques nécessaires pour le développement continu de la mécanique quantique,.

### Le raisonnement d'Heisenberg
Avant l'énoncé de la mécanique matricielle, la théorie quantique décrivait le mouvement d'une particule par une orbite classique {\displaystyle X(t),P(t)} avec la restriction que l'intégrale temporelle sur une période T de la quantité de mouvement par la vitesse doit être un multiple entier positif de la constante de Planck :
{\displaystyle \int _{0}^{T}PdX=nh}
Alors que cette restriction sélectionne correctement les orbites avec plus ou moins les bonnes valeurs d'énergie {\displaystyle E_{n}}, le formalisme de l'ancienne théorie quantique ne décrivait pas les processus dépendants du temps, comme l'émission ou l'absorption de radiation.
Quand une particule classique est faiblement couplée à un champ radiatif, l'amortissement radiatif pouvant ainsi être négligé, il émet une radiation dans un motif se répétant à chaque période d'orbitale. Les fréquences construisant l'onde émise sont donc des multiples entiers de la fréquence d'orbitale, ce qui est le reflet du fait que X(t) est périodique, la représentation de Fourier n'ayant donc que des fréquences {\displaystyle 2\pi n/T} exclusivement.
{\displaystyle X(t)=\sum _{n=-\infty }^{\infty }e^{2\pi int \over T}X_{n}}
Les coefficients {\displaystyle X_{n}} sont des nombres complexes. Ceux à fréquences négatives doivent être les complexes conjugués de ceux à fréquences positives, de telle façon à ce que X(t) soit toujours réel,
{\displaystyle X_{n}=X_{-n}^{*}}.
Une particule en mécanique quantique, d'un autre côté, ne peut émettre de radiation continument, et peut seulement émettre des photons. Si l'on suppose que la particule quantique, initialement dans l'orbite n, émet un photon pour aboutir dans l'orbite m, l'énergie du photon est {\displaystyle E_{n}-E_{m}} ce qui signifie que sa fréquence est {\displaystyle (E_{n}-E_{m})/h}.
Pour de grands n et m, mais avec une différence n-m relativement faible, le principe de correspondance de Bohr implique :
{\displaystyle E_{n}-E_{m}\approx h(n-m)/T}.
Dans cette formule, T est la période classique de l'orbite classique n ou de l'orbite m, la différence entre elles étant d'ordre plus élevé en h. Mais pour de petits n et m, ou si {\displaystyle n-m} est important, les fréquences ne sont plus des multiples entiers d'une simple fréquence.
Les fréquences émises par la particule étant les mêmes que les fréquences dans la description de Fourier de son mouvement, cela suggère que quelque chose dans la description en dépendance temporelle de la particule oscille avec la fréquence {\displaystyle (E_{n}-E_{m})/h}. Werner Heisenberg a appelé cette quantité {\displaystyle X_{nm}}, et postula qu'il pourrait être réduit aux coefficients de Fourier dans les limites classiques. Pour des valeurs importantes de n et m, mais avec n-m relativement faible, {\displaystyle X_{nm}} est le (n-m)e coefficient de Fourier du mouvement classique à l'orbite n, de plus haute énergie. {\displaystyle X_{nm}} étant de fréquence opposée à {\displaystyle X_{mn}}, la condition pour que X soit réelle devient :
{\displaystyle X_{nm}=X_{mn}^{*}}.
Par définition, {\displaystyle X_{nm}} seul possède la fréquence {\displaystyle (E_{n}-E_{m})/h}, donc son évolution temporelle est simple :
{\displaystyle X_{nm}(t)=e^{2\pi i(E_{n}-E_{m})t/h}X_{nm}(0)}.
C'est la forme originale de l'équation du mouvement d'Heisenberg.
Étant données deux matrices {\displaystyle X_{nm}} et {\displaystyle P_{nm}} décrivant deux quantités physiques, Heisenberg pouvait alors construire une nouvelle matrice du même type en combinant les termes {\displaystyle X_{nk}P_{km}}, oscillant aussi avec la fréquence adéquate. Les coefficients de Fourier du produit des deux quantités étant la convolution des coefficients de Fourier pris chacun séparément, la correspondance avec les séries de Fourier permit à Heisenberg de déduire la règle de multiplication des matrices :
{\displaystyle (XP)_{mn}=\sum _{k=0}^{\infty }X_{mk}P_{kn}}.
Born souligna que c'est la règle de multiplication de l'algèbre matricielle, ce qui signifie que la position, le moment, l'énergie et toutes les quantités observables dans la théorie peuvent être interprétées en termes de matrices. En raison de la règle de multiplication, le produit dépend de son ordre : XP peut être différent de PX (non-commutativité).
La matrice X est une description complète du mouvement d'une particule quantique. Les fréquences du mouvement quantique n'étant pas des multiples d'une fréquence commune, les éléments de matrice ne peuvent être interprétés en termes de coefficients de Fourier d'une trajectoire classique clairement définie. Néanmoins, comme matrices, {\displaystyle X(t)} et {\displaystyle P(t)} satisfont aux équations classiques du mouvement.

## Développement ultérieur
Lorsqu'elle fut introduite par Werner Heisenberg, Max Born et Pascual Jordan en 1925, la mécanique matricielle ne fut pas immédiatement acceptée et fut source de controverse importante. Le concept plus tardif de fonction d'onde présenté par Schrödinger lui était préféré.
Une des raisons de cette méfiance était que la formulation d'Heisenberg se faisait dans le langage des matrices, peu familier aux physiciens à l'époque, alors que la formulation de Schrödinger se basait sur des équations d'ondes, bien mieux connues. Mais il existait aussi une raison sociologique plus profonde. La mécanique quantique avait été développée par deux voies différentes, une sous la direction d'Albert Einstein et l'autre sous la direction de Niels Bohr (dite École de Copenhague). Le premier mettait l'accent sur la dualité onde-corpuscule, alors que le second s'attachait plutôt aux états d'énergie discrets et aux sauts quantiques. Louis de Broglie avait montré comment reproduire les états discrets d'énergie dans le formalisme d'Einstein dans laquelle la condition quantique est intrinsèque à la condition ondulatoire, et cela laissait penser aux tenants de l'école d'Einstein que tous les aspects discrets de la mécanique quantique pouvaient se fondre dans la continuité de la mécanique ondulatoire.
La mécanique matricielle, d'un autre côté, était issue de l'école de Bohr. Les tenants de Bohr n'appréciaient pas les modèles physiques décrivant les électrons comme des ondes, ou quoi que ce soit de ressemblant, préférant s'attacher aux quantités directement liées aux expériences.
En physique atomique, la spectroscopie produisait des données observables sur les transitions atomiques dues aux interactions entre atomes et quanta de lumière. L'école de Bohr indiquait que seules ces quantités qui étaient en principe mesurables par spectroscopie devaient apparaître dans la théorie. Ces quantités incluent les niveaux énergétiques et leurs intensités mais pas la localisation exacte d'une particule dans son orbite de Bohr. Il est très difficile d'imaginer une expérience qui pourrait déterminer si un électron dans l'état fondamental d'un atome d'hydrogène est à la droite ou à la gauche du noyau. Le fait que de telles questions ne pouvaient se voir apporter de réponse était une conviction profonde.
La formulation matricielle fut construite sur la prémisse que toutes les observables physiques sont représentables par des matrices dont les éléments sont indexés par deux niveaux d'énergie distincts. L'ensemble des valeurs propres de la matrice pouvait également être compris comme l'ensemble de toutes les valeurs possibles des observables. Les matrices d'Heisenberg étant hermitiennes, les valeurs propres sont réelles.
Si une observable est mesurée et que le résultat est une des valeurs propres, le vecteur propre correspondant est l'état du système immédiatement après la mesure. L'action de mesure en mécanique matricielle « fait s'effondrer » l'état du système. Si l'on mesure deux observables simultanément, l'état du système devrait s'effondrer vers un vecteur propre commun aux deux observables. La plupart des matrices n'ayant pas de vecteur propre commun, la plupart des observables ne peuvent être mesurées en même temps : cela constitue le principe d'incertitude.
Si deux matrices partagent leurs vecteurs propres, elles peuvent être diagonalisées simultanément. Dans les bases dans lesquelles elles sont simultanément diagonales, leur produit ne dépend pas de l'ordre de multiplication, le produit de matrices diagonales se résumant à un produit de nombres. Le principe d'incertitude est donc une conséquence de la non-commutativité du produit de deux matrices A et B, AB-BA n'étant pas nécessairement la matrice nulle. La fameuse relation de commutation de la mécanique matricielle :
{\displaystyle \sum _{k}(q_{nk}p_{km}-p_{nk}q_{km})={ih \over 2\pi }\delta _{nm}}
montre qu'il n'y a pas d'états ayant simultanément une position et une quantité de mouvement définies. Mais le principe d'incertitude est valable pour la plupart des autres paires d'observables. Ainsi par exemple, l'énergie ne commute pas avec la position non plus, il est donc impossible de déterminer précisément à la fois la position et l'énergie d'un électron dans un atome.

## Prix Nobel
En 1928, Albert Einstein avait proposé Heisenberg, Born, et Jordan pour le prix Nobel de physique, mais cela n'aboutit pas. L'annonce du prix Nobel de 1932 fut différée jusqu'en novembre 1933 : Heisenberg en fut le lauréat de 1932 « pour la création de la mécanique quantique, l'application de laquelle ayant, inter alia, conduit à la découverte de la forme allotropique de l'hydrogène » alors qu'Erwin Schrödinger et Paul Dirac furent les lauréats de l'édition 1933 pour la « découverte de nouvelles formes productives de la théorie atomique ». On peut cependant se poser la question suivante : pourquoi Born ne fut pas lauréat du prix en 1932 aux côtés d'Heisenberg ? Bernstein fournit quelques spéculations sur ce fait. L'une d'entre elles est le fait que Jordan rejoignit le parti nazi le 1er mai 1933 et devint SA. Cet engagement et le lien de Jordan avec Born auraient alors compromis les chances de ce dernier. Bernstein indique aussi que lorsque Born obtint le prix Nobel en 1954, Jordan était toujours vivant, et que ce prix fut décerné pour l'interprétation statistique de la mécanique quantique, attribuée au seul Born.
La réaction d'Heisenberg envers Born lorsqu'il reçut le prix en 1932 et celle lorsque Born reçut le prix en 1954 sont aussi instructives sur le fait que Born aurait dû recevoir le prix Nobel avec Heisenberg en 1932. Le 25 novembre 1933, Born reçut une lettre de Heisenberg dans laquelle il disait avoir attendu pour l'écrire en raison d'une « mauvaise conscience » due au fait qu'il avait reçu seul le prix « pour un travail effectué à Göttingen en collaboration – vous, Jordan et moi ». Heisenberg en vint à indiquer que la contribution de Born et Jordan à la mécanique quantique ne pouvait être changée par « une mauvaise décision extérieure ». En 1954, Heisenberg écrivit un article honorant Max Planck pour sa sagacité en 1900. Dans l'article, Heisenberg créditait Born et Jordan pour la formulation mathématique finale de la mécanique matricielle et appuya sur l'importance de leurs contributions à la mécanique quantique, qui ne furent pas « reconnues de manière adéquate par le grand public ».

## Développement mathématique
Une fois qu'Heisenberg eut introduit les matrices pour X et P, il put indiquer les éléments de matrice dans des cas spéciaux par intuition, guidé par le principe de correspondance. Les coefficients de matrice sont les analogues en mécanique quantique des coefficients de Fourier des orbites classiques, le cas le plus simple étant l'oscillateur harmonique, dans lequel X(t) et P(t) sont sinusoïdales.

### Oscillateur harmonique
L'énergie d'un oscillateur de masse m et constante de raideur k est  {\displaystyle H={P^{2} \over 2m}+{1 \over 2}kX^{2}}. 
Dans les unités pour lesquelles masse m et pulsation {\displaystyle \omega ={\sqrt {k \over m}}} valent un, elle prend la forme simplifiée :
{\displaystyle H={1 \over 2}(P^{2}+X^{2})}
Les lignes de niveau de H sont les orbites, ici des cercles concentriques. L'orbite classique d'énergie E est donc décrite par:
{\displaystyle X(t)={\sqrt {2E}}\cos(-t)\;\;\;\;P(t)={\sqrt {2E}}\sin(-t)}
La vieille condition quantique indique que l'intégrale de P selon X sur une orbite, qui s'identifie à l'aire délimitée par la ligne de niveau de l'espace des phases, doit être un multiple entier de {\displaystyle h\nu =\hbar \omega } où h est la constante de Planck et {\displaystyle \nu } la fréquence. L'aire du disque de rayon {\displaystyle \scriptstyle {\sqrt {2E}}} est {\displaystyle \scriptstyle 2\pi E}, soit :
{\displaystyle E={nh\omega  \over 2\pi }={n\hbar \omega }=n},
autrement dit l'énergie est un entier n positif ou nul en travaillant avec des unités pour lesquelles {\displaystyle \hbar \omega } vaut 1.

Les coefficients de Fourier de X(t) et P(t) sont très simples, surtout si elles sont combinées dans les quantités :
{\displaystyle A(t)=X(t)+iP(t)={\sqrt {2E}}\,e^{-it}}
{\displaystyle A^{\dagger }(t)=X(t)-iP(t)={\sqrt {2E}}\,e^{+it}}
les deux quantités {\displaystyle \scriptstyle A} et {\displaystyle \scriptstyle A^{\dagger }} ont seulement une seule fréquence, et {\displaystyle X} et {\displaystyle P} peuvent être déduites de leur somme et de leur différence.
{\displaystyle A(t)} étant une série de Fourier classique avec seulement la plus basse fréquence, et l'élément de matrice {\displaystyle A_{mn}} étant le (m-n)e coefficient de Fourier de l'orbite classique de plus grande énergie (associée au plus grand des entiers m et n positifs ou nuls), la matrice de {\displaystyle \scriptstyle A} est non nulle seulement sur la ligne juste au-dessus de la diagonale, où il est égal à {\displaystyle \scriptstyle {\sqrt {2E_{n}}}}. La matrice de {\displaystyle \scriptstyle A^{\dagger }} est similaire, non nulle seulement sur la ligne en dessous de la diagonale, avec les mêmes éléments. En reconstruisant X et P à partir de {\displaystyle \scriptstyle A} et {\displaystyle \scriptstyle A^{\dagger }} :
{\displaystyle {\sqrt {2}}X(0)={\begin{bmatrix}0&{\sqrt {1}}&0&0&\ldots \\{\sqrt {1}}&0&{\sqrt {2}}&0&0&\ldots \\0&{\sqrt {2}}&0&{\sqrt {3}}&0&\ldots \\0&0&{\sqrt {3}}&0&{\sqrt {4}}&\ldots \\\vdots &\vdots &&\ddots &\ddots &\ddots \\\end{bmatrix}}}
{\displaystyle {\sqrt {2}}P(0)={\begin{bmatrix}0&-i{\sqrt {1}}&0&0&\ldots \\i{\sqrt {1}}&0&-i{\sqrt {2}}&0&0&\ldots \\0&i{\sqrt {2}}&0&-i{\sqrt {3}}&0&\ldots \\0&0&i{\sqrt {3}}&0&-i{\sqrt {4}}&\ldots \\\vdots &\vdots &&\ddots &\ddots &\ddots \\\end{bmatrix}}}
qui, au choix des unités près, sont les matrices d'Heisenberg pour l'oscillateur harmonique. Notons que les deux matrices sont hermitiennes, étant construites à partir des coefficients de Fourier de quantités réelles. Obtenir {\displaystyle X(t)} et
{\displaystyle P(t)} est simple, en utilisant les coefficients de Fourier quantiques avec une évolution simple avec le temps.
{\displaystyle X_{mn}(t)=X_{mn}(0)e^{i(E_{m}-E_{n})t}\;\;\;\;P_{mn}(t)=P_{mn}(0)e^{i(E_{m}-E_{n})t}}
Le produit matriciel de {\displaystyle X} et {\displaystyle P} n'est pas hermitien, mais possède une partie réelle et une partie imaginaire. La partie réelle est la moitié de l'expression symétrique {\displaystyle (XP+PX)}, alors que la partie imaginaire est la moitié du commutateur {\displaystyle [X,P]=(XP-PX)}. Il est facile de vérifier de manière explicite que, dans le cas de l'oscillateur harmonique, {\displaystyle (XP-PX)}  n'est autre que i fois la matrice identité. La matrice 
{\displaystyle H={1 \over 2}(X^{2}+P^{2})}
qui représente l'énergie de l'oscillateur prend alors la forme diagonale suivante: 
{\displaystyle H={\begin{bmatrix}1/2&0&0&0&\ldots \\0&3/2&0&0&0&\ldots \\0&0&5/2&0&0&\ldots \\0&0&0&7/2&0&\ldots \\\vdots &\vdots &&\ddots &\ddots &\ddots \\\end{bmatrix}}}.
Ses demi-entrées 1/2,3/2,5/2,...qui sont également ses valeurs propres correspondent (au facteur {\displaystyle {\hbar \omega }} près) aux énergies des états d'indices respectifs 0,1,2,.... De façon surprenante nous apprenons de la sorte que l'état de paramètre entier n a pour énergie {\displaystyle E_{n}={(n+{1 \over 2})\hbar \omega }} et non {\displaystyle {n\hbar \omega }} tel qu'initialement suggéré par la vieille condition quantique (voir plus haut).  

### Conservation de l'énergie
L'oscillateur harmonique est très spécifique. Il est relativement simple d'écrire les matrices de manière exacte, mais très difficile de découvrir les conditions générales pour ces formes spécifiques. Pour cette raison, Heisenberg a étudié l'oscillateur anharmonique, avec l'hamiltonien :
{\displaystyle H={1 \over 2}P^{2}+{1 \over 2}X^{2}+\epsilon X^{3}}
Dans ce cas, les matrices X et P ne sont plus des matrices hors diagonales, les orbites classiques correspondantes sont légèrement écrasées et déplacées, et possèdent des coefficients de Fourier à chaque fréquence classique. Afin de déterminer les éléments de matrices, Heisenberg postula que les équations classiques du mouvement peuvent être considérées comme des équations matricielles :
{\displaystyle {dX \over dt}=P\;\;\;\;\;\;\;\;{dP \over dt}=-X-3\epsilon X^{2}}
Il remarqua que si cela pouvait se faire, alors H considéré comme une fonction matricielle de X et P, auront une dérivée temporelle nulle.
{\displaystyle {dH \over dt}=P*{dP \over dt}+(X+3\epsilon X^{2})*{dX \over dt}=0}
où {\displaystyle A*B} est un produit symétrique.
{\displaystyle A*B={1 \over 2}(AB+BA)}.
Une matrice constant est la même en tant que matrice diagonale, car tous les éléments non diagonaux ont une fréquence non nulle, ce qui indique aussi que H est diagonale.

Il est clair pour Heisenberg que dans ce système, l'énergie pouvait être conservée de manière exacte dans un système quantique classique, signe très encourageant pour les développements ultérieurs.

### Problème de la dissociation - relations de commutations canoniques
Imposer la préservation des équations du mouvement ne constitue pas une condition suffisante pour déterminer les éléments de matrice. La constante de Planck n'apparait pas dans les équations classiques, ce qui implique que les matrices pourraient être construites pour de nombreuses valeurs différentes de {\displaystyle \scriptstyle \hbar } et toujours satisfaire les équations du mouvement, mais pour différents niveaux d'énergie.

Afin de pouvoir continuer son raisonnement, Heisenberg avait besoin d'utiliser l'ancienne condition quantique afin de fixer les niveaux d'énergie, puis de remplir les matrices par les coefficients de Fourier des équations classiques, et enfin de modifier légèrement ces coefficients de matrices et les niveaux d'énergie afin d'assurer la satisfaction aux équations classiques. Cela n'était pas satisfaisant à l'évidence. Les anciennes conditions quantiques font référence à l'aire définie par les orbites fines classiques, qui n'existaient plus dans le nouveau formalisme.

La plus importante découverte d'Heisenberg est comment transformer l'ancienne condition quantique en simple postulat de la mécanique matricielle. Afin de procéder à cette transformation, il étudia l'intégrale d'action comme un élément de matrice :
{\displaystyle \int _{0}^{T}\sum _{k}P_{mk}(t){dX_{kn} \over dt}dt\approx ?J_{mn}\,}
Il existe plusieurs problèmes avec cette intégrale, provenant tous de l'incompatibilité du formalisme matriciel avec l'ancienne description en termes d'orbites. Quelle est la période T à considérer ? De manière semi-classique, cela devrait être m ou n, mais la différence est d'ordre h et l'on veut une réponse à cet ordre. La condition quantique indique que {\displaystyle J_{mn}} est égal à {\displaystyle 2\pi n} sur la diagonale, donc le fait que J soit une constante de manière classique indique que les éléments non-diagonaux sont nuls.

Le progrès crucial fut de dériver la condition quantique par rapport à n. Cette idée ne prend son sens complet que dans la limite classique, où n n'est pas un entier mais la variable d'action J, mais Heisenberg fit des manipulations analogues avec les matrices, où les expressions intermédiaires sont parfois des différences discrètes et parfois des dérivées. Dans la discussion suivante, pour des raisons de clarté, la dérivation sera effectuée sur les variables classiques, puis la transition vers la mécanique matricielle sera faite grâce au principe de correspondance.

Dans le formalisme classique, la dérivée est la dérivée en fonction de J de l'intégrale qui définit J, donc égale à 1 de manière tautologique.
{\displaystyle {d \over dJ}\int _{0}^{T}PdX=1\,}
{\displaystyle =\int _{0}^{T}{dp \over dJ}{dX \over dt}+p{d \over dJ}{dX \over dt}=\int _{0}^{T}{dp \over dJ}{dX \over dt}-{dp \over dt}{dX \over dJ}\,}
dans laquelle les dérivées dp/dJ dx/dJ devraient être interprétées comme des différences selon J sur des temps correspondants sur des orbites voisines, exactement ce qui serait obtenu en dérivant les coefficients de Fourier du mouvement orbital. Ces dérivées sont symplectiquement orthogonales dans l'espace des phases aux dérivées temporelles dP/dt dX/dt.
L'expression finale est clarifiée par l'introduction de la variable conjuguée canoniquement à J, appelée variable d'angle {\displaystyle \theta }.
La dérivée en fonction du temps est une dérivée en fonction de {\displaystyle \scriptstyle \theta }, à un facteur {\displaystyle \scriptstyle 2\pi /T}.
{\displaystyle {2\pi  \over T}\int _{0}^{T}dt\;\;{dp \over dJ}{dX \over d\theta }-{dP \over d\theta }{dX \over dJ}\,}
Ainsi l'intégrale de la condition quantique est la valeur moyenne sur un cycle du crochet de Poisson de X et P. Une différentiation analogue des séries de Fourier de PdX démontre que les éléments non-diagonaux du crochet de Poisson sont tous nuls. Le crochet de Poisson de deux variables conjuguées canoniquement comme X et P est la constante 1, donc l'intégrale est en réalité est la valeur moyenne de 1, donc 1, ce que l'on savait depuis le début (dJ/dJ=1). Mais Heisenberg, Born et Jordan n'étaient pas familiers avec la théorie des crochets de Poisson, donc ils durent faire la dérivation {X, P} en coordonnées {\displaystyle \{J,\theta \}}.

Le crochet de Poisson, contrairement à l'intégrale d'action, permet une translation simple vers la mécanique matricielle - à partir de la partie imaginaire du produit de deux variables, le commutateur. Afin de le constater, on peut considérer le produit de deux matrices A et B dans la limite de correspondance, dans laquelle les éléments de matrice sont des fonctions de l'index variant doucement, en gardant à l'esprit que la réponse est classiquement zéro.
Dans la limite de correspondance, lorsque les indices m n sont grands et proches, lorsque k, r sont petits, le taux de modification des éléments de matrice dans la direction diagonale est l'élément de matrice de la dérivée de J de la quantité classique correspondante. On peut alors déplacer tout élément de matrice diagonalement en utilisant la formule :
{\displaystyle A_{(m+r)(n+r)}-A_{mn}\approx r\;\left({dA \over dJ}\right)_{mn}\,}
où le membre de droite est le seul (m-n)e coefficient de Fourier de (dA/dJ) sur une orbite proche de m à cet ordre semi-classique, qui n'est pas une matrice complètement et bien définie.

La dérivée temporelle semi-classique d'un élément de matrice est obtenu à un facteur i près en multipliant par la distance à la diagonale,
{\displaystyle ikA_{m(m+k)}\approx \left({T \over 2\pi }{dA \over dt}\right)_{m(m+k)}=\left({dA \over d\theta }\right)_{m(m+k)}\,}
le coefficient {\displaystyle A_{m(m+k)}} étant classiquement le ke coefficient de Fourier de la me orbite classique.
La partie imaginaire du produit de A et B peut être évaluée en déplaçant les éléments de matrice de façon à reproduire la réponse classique, qui est nulle. Le résidu non nul qui résulte est alors donné intégralement par le déplacement. Tous les éléments de matrice étant à des indices ayant une distance faible à la position de grand indice {\displaystyle (m,m)}, cela permet l'introduction de deux notations temporaires :
{\displaystyle A[r,k]=A_{(m+r)(m+k)}}, pour les matrices, et {\displaystyle (dA/dJ)[r]} pour les re coefficients de Fourier des quantités classiques.
{\displaystyle (AB-BA)(0,k)=\sum _{r=-\infty }^{\infty }(A[0,r]B[r,k]-A[r,k]B[0,r])}
{\displaystyle =\sum _{r}(\;A[-r+k,k]+(r-k){dA \over dJ}[r]\;)(\;B[0,k-r]+r{dB \over dJ}[r-k]\;)-\sum _{r}A(r,k)B(0,r)\,}
En changeant la variable de sommation dans la première somme r par r'=k-r, l'élément de matrice devient :
{\displaystyle \sum _{r'}(\;A[r',k]-r'{dA \over dJ}[k-r']\;)(\;B[0,r']+(k-r'){dB \over dJ}[r']\;)-\sum _{r}A[r,k]B[0,r]\,}
et il clair que la partie principale s'annule. La partie quantique qui vient est, en négligeant le produit des dérivées d'ordre élevé :
{\displaystyle \sum _{r'}(\;{dB \over dJ}[r'](k-r')A[r',k]-{dA \over dJ}[k-r']r'B[0,r'])}
{\displaystyle \sum _{r'}(\;{dB \over dJ}[r']i{dA \over d\theta }[k-r']-{dA \over dJ}[k-r']i{dB \over d\theta }[r'])\,}
ce qui peut être identifié à i fois le ke coefficient de Fourier classique du crochet de Poisson. L'astuce originelle de la dérivation d'Heisenberg fut étendue à une dérivation complète semi-classique de la condition quantique en collaboration avec Born et Jordan.

Ils purent alors montrer que :
{\displaystyle [X,P]=XP-PX=i\{X,P\}_{\mathrm {PB} }=i\,}
cette condition remplaça et étendit l'ancienne règle de quantification, permettant aux éléments de matrice de P et X pour un système arbitraire d'être déterminés simplement à partir de la forme du hamiltonien. La nouvelle règle de quantification fut postulée comme universellement vérifiée, même si sa déduction à partir de l'ancienne théorie quantique requérait un raisonnement semi-classique.

### Vecteur d'état - mécanique quantique moderne
Afin de faire la transition vers la mécanique quantique moderne, le plus important ajout qui s'ensuivit fut le vecteur d'état quantique, écrit {\displaystyle |\psi \rangle }, qui est le vecteur sur lequel agissent les matrices. Sans le vecteur d'état, il n'est pas évident d'indiquer quel mouvement en particulier traite les matrices d'Heisenberg, car elles contiennent en fait tous les mouvements en un point.

L'interprétation du vecteur d'état, dont les composantes sont écrites {\displaystyle \psi _{m}}, fut donnée par Born. Cette interprétation est statistique : le résultat de la mesure d'une quantité physique correspondant à la matrice A est aléatoire, avec une valeur moyenne égale à :
{\displaystyle \sum _{mn}\psi _{m}^{*}A_{mn}\psi _{n}}
De manière alternative et équivalente, le vecteur d'état donne l'amplitude de probabilité {\displaystyle \psi _{i}} pour le système quantique d'occuper l'état d'énergie i. Une fois le vecteur d'état introduit, la mécanique matricielle pouvait être adaptée à toute base, dans laquelle la matrice H n'est pas forcément diagonale. L'équation du mouvement d'Heisenberg dans sa forme originelle indique que {\displaystyle A_{mn}} évolue dans le temps comme un coefficient de Fourier :
{\displaystyle A_{mn}(t)=e^{i(E_{m}-E_{n})t}A_{mn}(0)}
qui peut être écrit sous la forme différentielle :
{\displaystyle {dA_{mn} \over dt}=i(E_{m}-E_{n})A_{mn}}
et il peut être réécrit de façon à être vérifié dans une base arbitraire en notant que la matrice H est diagonale avec pour coefficients diagonaux {\displaystyle E_{m}} :
{\displaystyle {dA \over dt}=i(HA-AH)}
Cela devient alors une équation matricielle, valable pour toute base. C'est la forme moderne de l'équation du mouvement d'Heisenberg. La solution formelle est :
{\displaystyle \,A(t)=e^{iHt}A(0)e^{-iHt}}
Toutes les formes de l'équation du mouvement ci-dessus signifient la même chose, que A(t) est égal à A(0) à une rotation de base près par la matrice unitaire {\displaystyle e^{iHt}}. Par rotation de la base pour le vecteur d'état à chaque instant par {\displaystyle e^{iHt}}, on peut lever la dépendance temporelle dans les matrices. Les matrices sont maintenant indépendantes en temps, mais le vecteur d'état subit une rotation :
{\displaystyle |\psi (t)\rangle =e^{-iHt}|\psi (0)\rangle ,\;\;\;\;{d|\psi \rangle  \over dt}=-iH|\psi \rangle }
Il s'agit de l'équation de Schrödinger pour le vecteur d'état, et la transformation dépendante en temps de la base est sa transformation en représentation de Schrödinger.
En mécanique quantique, dans la représentation de Heisenberg, le vecteur d'état {\displaystyle |\psi \rangle } n'évolue pas dans le temps, et l'observable A vérifie
{\displaystyle {\frac {dA}{dt}}={i \over \hbar }[H,A(t)]+{\frac {\partial A}{\partial t}}}
Le terme supplémentaire est pour des opérateurs comme {\displaystyle A=(X+t^{2}P)} qui présentent une dépendance temporelle explicite en plus de la dépendance temporelle pour l'évolution unitaire. La représentation de Heisenberg ne distingue pas le temps de l'espace, ce qui est particulièrement intéressant pour les théories relativistes.

De plus, la similitude à la physique classique est plus apparente : les équations hamiltoniennes du mouvement pour la mécanique classique sont reconstituées en remplaçant le commutateur ci-dessus par le crochet de Poisson.

Selon le théorème de Stone-von Neumann (en), les représentations d'Heisenberg et de Schrödinger sont unitairement équivalentes.

## Résultats consécutifs
La mécanique matricielle évolua rapidement vers la mécanique quantique moderne, et donna des résultats physiques intéressants sur les spectres d'atomes.

### Mécanique ondulatoire
Jordan avait noté que les relations de commutation font que p agit comme un opérateur différentiel, et parvint presque à formuler l'équation de Schrödinger.

L'identité :
{\displaystyle [a,bc]=abc-bca=abc-bac+bac-bca=[a,b]c+b[a,c]\,}
permet l'évaluation du commutateur de p avec une puissance quelconque de x, et cela implique que :
{\displaystyle [p,x^{n}]=-inx^{n-1}\,}
qui, par linéarité, implique à son tout qu'un commutateur p différencie toute fonction matricielle analytique de x. En postulant que les limites sont définies avec précision, cela s'étend à des fonctions arbitraires, mais cette extension n'a pas besoin d'être conduite explicitement jusqu'à ce qu'un certain degré de rigueur mathématique soit requis.
{\displaystyle [p,f(x)]=-if'(x)\,}
x étant une matrice hermitienne, elle doit être diagonalisable, et il est clair à partir de la forme éventuelle de p que tout nombre réel peut être une valeur propre. Cela participe de la subtilité mathématique, puisqu'il existe un vecteur propre distinct pour chaque point de l'espace. Dans la base dans laquelle x est diagonale, un état arbitraire peut être écrit comme une superposition d'états avec les valeurs propres x :
{\displaystyle |\psi \rangle =\int _{x}\psi (x)|x\rangle \,}
et l'opérateur x multiplie chaque vecteur d'onde par x.
{\displaystyle x|\psi >=\int _{x}x\psi (x)|x\rangle \,}
En définissant un opérateur linéaire D qui différencie {\displaystyle \psi } :
{\displaystyle D\int _{x}\psi (x)|x\rangle =\int _{x}\psi '(x)|x\rangle \,}
et en notant que :
{\displaystyle (Dx-xD)|\psi \rangle =\int _{x}((x\psi (x))'-x\psi '(x))|x\rangle =\int _{x}\psi (x)|x\rangle =|\psi \rangle \,}
l'opérateur -iD obéit à la même relation de commutation que p. La différence entre p et -iD doit commuter avec x.
{\displaystyle [p+iD,x]=0\,}
ce qui permet de le diagonaliser simultanément à x : sa valeur agissant sur tout état propre de x est une fonction f de la valeur propre x. Cette fonction doit être réelle, p et -iD étant hermitiens :
{\displaystyle (p+iD)|x\rangle =f(x)|x\rangle \,}
Chaque état |x> étant décalé d'une phase f(x), cela conduit à, en redéfinissant la phase de la fonction d'onde :
{\displaystyle \psi (x)\rightarrow e^{-if(x)}\psi (x)\,}
l'opérateur iD est redéfini par :
{\displaystyle iD\rightarrow iD+f(x)\,}
ce qui signifie que dans une base ayant subi une rotation, p est égal à -iD. Il y a donc toujours une base pour les valeurs propres de x où l'action de p sur n'importe quelle fonction d'onde est connue :
{\displaystyle p\int _{x}\psi (x)|x\rangle =\int _{x}-i\psi '(x)|x\rangle \,}
et le hamiltonien dans cette base est un opérateur différentiel linéaire sur les composants du vecteur d'état :
{\displaystyle ({p^{2} \over 2m}+V(x))\int _{x}\psi _{x}|x\rangle =\int _{x}(-{1 \over 2m}{\partial ^{2} \over \partial x^{2}}+V(x))\psi _{x}|x\rangle }
L'équation du mouvement pour le vecteur d'état est l'équation différentielle :
{\displaystyle i{\partial  \over \partial t}\psi _{t}(x)=(-{1 \over 2m}{\partial ^{2} \over \partial x^{2}}+V(x))\psi _{t}(x)\,}
D étant un opérateur différentiel, il doit exister des valeurs propres de x au voisinage de toute valeur donnée afin de le définir de manière précise. Cela suggère que la seule possibilité est que l'espace des valeurs propres de x soit un espace réel, et que p soit identifié à iD à la rotation près. Afin d'être formulé rigoureusement, cela nécessite une discussion approfondie sur l'espace limite des fonctions. Dans cet espace, le théorème de Stone-von Neumann (en) s'applique : tous opérateurs x et p qui obéissent à des relations de commutation peuvent être construits pour agir sur l'espace des fonctions d'ondes, p étant un opérateur de dérivation. Cela implique qu'une représentation de Schrödinger est toujours possible.

Contrairement à l'approche de Schrödinger, la mécanique matricielle peut être étendue à tous les degrés de liberté de manière relativement simple. Chaque degré de liberté possède un opérateur x distinct et un opérateur p distinct, et la fonction d'onde est une fonction de toutes les valeurs propres possibles des variables x indépendantes et commutatives.
{\displaystyle [X_{i},X_{j}]=0\,}
{\displaystyle [P_{i},P_{j}]=0\,}
{\displaystyle [X_{i},P_{j}]=i\delta _{ij}\,}
Cela signifie en particulier qu'un système de N particules interagissantes en 3 dimensions est décrit par un vecteur dont les composantes dans une base où tous les X sont diagonaux est une fonction mathématique d'un espace de dimension 3N qui décrit toutes les positions possibles, ce qui est un ensemble de valeurs bien plus important que N fonctions d'ondes tridimensionnelles dans un espace physique. Schrödinger parvint à la même conclusion de manière indépendante, et prouva par la suite l'équivalence entre son formalisme et celui d'Heisenberg.

La fonction d'onde étant une propriété du système dans son ensemble, et non d'une partie quelconque, la description en mécanique quantique n'est pas entièrement locale. La description de plusieurs particules peut être corrélée quantiquement, ou intriquée. Cette intrication conduit à des corrélations « étranges » entre particules distantes qui violent l'inégalité de Bell classique. Même si les particules peuvent occuper seulement deux positions, la fonction d'onde pour N particules nécessite 2N nombres complexes, un pour chaque configuration de positions, soit un nombre variant exponentiellement en N. Simuler des systèmes quantiques numériquement nécessite donc des ressources très importantes. Cela suggère également qu'il pourrait être possible de trouver un système quantique de taille N qui calcule de manière physique les solutions aux problèmes requérant 2N bits pour être résolus, ce qui est une des motivations de recherche sur l'ordinateur quantique.

### Théorie de la transformation
En mécanique classique, une transformation canonique des coordonnées de l'espace des phases est une transformation qui conserve la structure des crochets de Poisson. Les nouvelles variables x' et p' ont tous deux les mêmes crochets de Poisson que les variables originales x et p. L'évolution temporelle est une transformation canonique, l'espace de phase pour tout instant étant juste un choix approprié de variables comme pour un espace de phase à tout autre instant.

Le flux hamiltonien est donc la transformation canonique  :
{\displaystyle x\rightarrow x+dx=x+{\partial H \over \partial p}dt}
{\displaystyle p\rightarrow p+dp=p-{\partial H \over \partial x}dt}
Le hamiltonien pouvant être une fonction arbitraire de x et p, il existe des transformations canoniques infinitésimales correspondant à chaque quantité classique G, où G est utilisée comme hamiltonien afin de générer un flux de points dans l'espace de phase pour un incrément temporel de s.
{\displaystyle dx={\partial G \over \partial p}ds=\{G,X\}ds\,}
{\displaystyle dp=-{\partial G \over \partial x}ds=\{G,P\}ds\,}
Pour une fonction générique A(x, p) de l'espace de phase, le changement infinitésimal à chaque pas ds sur la nappe est :
{\displaystyle dA={\partial A \over \partial x}dx+{\partial A \over \partial p}dp=\{A,G\}ds\,}
La quantité G est appelée générateur infinitésimal pour la transformation canonique.
En mécanique quantique, G est une matrice hermitienne, et les équations du mouvement sont des commutateurs :
{\displaystyle dA=i[G,A]ds\,}
Les mouvements canoniques infinitésimaux peuvent être intégrés formellement, de la même manière que l'équation du mouvement d'Heisenberg :
{\displaystyle A'=U^{\dagger }AU\,}
où {\displaystyle U=e^{iGs}} et s sont des paramètres arbitraires. La définition d'une transformation canonique est un changement unitaire arbitraire de base sur l'espace des vecteurs d'état. U est une matrice unitaire arbitraire, rotation complexe dans l'espace de phase.
{\displaystyle U^{\dagger }=U^{-1}\,}
Ces transformations laissent la somme du module au carré des composants de la fonction d'onde invariante, et transforme les états multiples les uns des autres (y compris les états multiples imaginaires les uns des autres) en états qui sont les mêmes multiples les uns des autres.
L'interprétation de ces matrices est qu'elles agissent comme générateurs de mouvements dans l'espace des états. Le mouvement généré par P peut être trouvé en résolvant l'équation du mouvement d'Heisenberg en utilisant P comme hamiltonien :
{\displaystyle dX=i[X,P]ds=ds\,}
{\displaystyle dP=i[P,P]ds=0\,}
Il existe des translations de la matrice X qui ajoute un multiple de l'identité : {\displaystyle X\rightarrow X+s}. C'est aussi l'interprétation de l'opérateur de dérivation D {\displaystyle e^{iPs}=e^{D}}, l'exponentielle d'un opérateur de dérivation étant une translation. L'opérateur X génère de façon similaire des translations en P. Le hamiltonien génère des translations dans le temps, le moment angulaire génère des rotations dans l'espace physique, et l'opérateur {\displaystyle X^{2}+P^{2}} des rotations dans l'espace de phase.
Lorsqu'une transformation, comme une rotation dans l'espace physique, commute avec le hamiltonien, la transformation est appelée une symétrie. Le hamiltonien exprimé en termes de coordonnées de rotation est le même que le hamiltonien original. Cela signifie que la modification du hamiltonien sous l'action du générateur infinitésimal L est nulle :
{\displaystyle {dH \over ds}=i[L,H]=0\,}
Il s'ensuit que la modification dans le générateur sous l'effet d'une translation temporelle est aussi nulle :
{\displaystyle {dL \over dt}=i[H,L]=0\,}
La matrice L est donc constante dans le temps. L'association des générateurs infinitésimaux de symétrie un à un et les lois de conservation furent tout d'abord découvertes par Emmy Noether pour la mécanique classique, où les commutateurs sont des crochets de Poisson mais l'argument reste le même.
En mécanique quantique, une transformation de symétrie unitaire donne une loi de conservation, la matrice U ayant la propriété suivante :
{\displaystyle U^{-1}HU=H\,}
Il s'ensuit que {\displaystyle UH=HU} et que la dérivée temporelle de U est nulle.
Les valeurs propres des matrices unitaires sont des phases pures, ce qui implique que la valeur d'une quantité conservée unitairement est un nombre complexe de module unité, et non un réel. Une autre façon de le dire est qu'une matrice unitaire est l'exponentielle de i fois une matrice hermitienne, ce qui implique que la quantité réelle additive conservée, la phase, n'est bien définie qu'à un multiple entier de 2π près. Les quantités réelles conservées ne sont à valeurs uniques que lorsqu'une matrice unitaire de symétrie fait partie d'une famille arbitrairement proche de l'identité, et la condition de conservation devient alors une contrainte plus précise.

Les symétries pouvant être continument connectées à l'identité sont appelées continues, et les translations, rotations et accélérations en sont des exemples. Les symétries qui ne peuvent être continument connectés à l'identité sont discrètes, et l'opération d'inversion spatiale, de parité et de conjugaison de charge en sont des exemples.

L'interprétation des matrices comme générateurs de transformations canoniques est due à Paul Dirac. La correspondance entre symétries et matrices fut démontrée par Eugene Wigner comme étant complète, si les matrices antiunitaires décrivant les symétries incluant le renversement du temps sont incluses.

### Règles de sélection
Il fut évident pour Heisenberg que, physiquement, les modules au carré des éléments de matrice de X, coefficients de Fourier de l'oscillation, correspondaient au taux d'émission de radiation électromagnétique.

Dans la limite classique des grandes orbites, si une charge de position X(t) et de valeur q oscille près d'une charge -q en position 0, de moment dipolaire instantané est qX(t), et la variation temporelle du moment se convertit directement en la variation spatiotemporelle du potentiel vectoriel, qui produit des ondes sphériques concentriques sortantes. Pour des atomes, la longueur d'onde de la lumière émise est d'environ 10 000 fois le rayon atomique, le moment dipolaire est la seule contribution au champ radiatif et les autres « détails » de la distribution atomique de charge peuvent être ignorés.
En ignorant la rétroaction, la puissance irradiée dans chaque mode sortant est une somme de contributions distinctes du module au carré de chaque mode de Fourier temporellement indépendant de d :
{\displaystyle P(\omega )={2 \over 3}{\omega ^{4}}|d_{i}|^{2}\,}
Et dans une représentation d'Heisenberg, les coefficients de Fourier du moment dipolaire sont les éléments de matrice de X. La correspondance permit à Heisenberg d'établir une loi pour les intensités de transition, pour la fraction du temps durant laquelle, à partir d'un état initial i, un photon est émis et l'atome « saute » vers l'état final j :
{\displaystyle P_{ij}={2 \over 3}(E_{i}-E_{j})^{4}|X_{ij}|^{2}\,}
Cela permet l'interprétation statistique de l'intensité des éléments de matrice : elles donnent les intensités des raies spectrales, probabilité pour les sauts quantiques d'émission de la radiation dipolaire.
Les taux de transition étant donnés par les éléments de matrice de X, tout élément {\displaystyle X_{ij}} nul devrait impliquer une absence de transition. Ceci est appelé règle de sélection, notion très floue avant l'énoncé de la mécanique matricielle.
Un état arbitraire de l'atome d'hydrogène, sans prise en compte du spin, est symbolisé par |n;l, m>, où la valeur l est une mesure du moment angulaire orbital total et m est son composant en z, qui définit l'orientation de l'orbitale.
Les composantes du pseudovecteur du moment angulaire sont :
{\displaystyle L_{i}=\epsilon _{ijk}x^{j}p^{k}\,}
et les produits dans cette expression sont indépendants de l'ordre et réels, car les différentes composantes de x et p commutent.
Les relations de commutation de L avec x (ou avec tout vecteur) sont simples à établir :
{\displaystyle [L_{i},x_{j}]=i\epsilon _{ijk}x_{k}\,}
Cela vérifie que L génère des rotations entre les composantes du vecteur X.
À partir de là, le commutateur de Lz et des matrices de coordonnées x, y et z, peut être déduit :
{\displaystyle [L_{z},x]=iy\,}
{\displaystyle [L_{z},y]=-ix\,}
ce qui signifie que les quantités x+iy et x-iy ont une règle de commutation simple :
{\displaystyle [L_{z},x+iy]=(x+iy)\,}
{\displaystyle [L_{z},x-iy]=-(x-iy)\,}
Comme pour les éléments de matrice de x+ip et x-ip pour le hamiltonien de l'oscillateur harmonique, cette loi de commutation indique que ces opérateurs possèdent seulement quelques éléments non-diagonaux dans les états pour un m défini :
{\displaystyle L_{z}((x+iy)|m\rangle )=(x+iy)L_{z}|m\rangle +(x+iy)|m\rangle =(m+1)(x+iy)|m\rangle \,}
signifiant que la matrice (x+iy) transforme un vecteur propre de {\displaystyle L_{z}} de valeur propre m en un vecteur propre de valeur m+1. De même, (x-iy) soustrait une unité à m, et z ne change pas sa valeur.

Donc dans une base d'états |l, m> où {\displaystyle L^{2}} et {\displaystyle L_{z}} ont des valeurs définies, les éléments de matrice de chacune des composantes de la position sont nuls sauf lorsque m est le même ou à une unité près.

Cela contraint la modification sur le moment angulaire total. N'importe quel état peut subir une rotation afin que son moment angulaire soit dans la direction z autant que possible, où m = l. L'élément de matrice sur la position agissant sur |l, m> peut seulement produire des valeurs de m plus élevées d'une unité, donc si les coordonnées subissent une rotation telle que l'état final soit |l', l'>, la valeur de l' peut être d'au mieux +1 par rapport à la plus grande valeur de l qui existe pour l'état initial. Donc l' est d'au plus l+1. Les éléments de matrice disparaissent pour l'>l+1, et un élément de matrice inverse étant déterminé par l'hermiticité, ils disparaissent aussi pour l'<l-1. Les transitions dipolaires sont interdites pour une modification du moment angulaire de plus d'une unité.

### Lois de sommation
L'équation du mouvement d'Heisenberg définit les éléments de matrice de p dans la base d'Heisenberg à partir des éléments de matrice de x.
{\displaystyle p_{ij}=m{d \over dt}x_{ij}=im(E_{i}-E_{j})x_{ij}\,}
qui convertit la partie diagonale de la relation de commutation en une règle de sommation de l'intensité des éléments de matrice :
{\displaystyle \sum _{j}p_{ij}x_{ji}-x_{ij}p_{ji}=i\sum _{j}2m(E_{i}-E_{j})|x_{ij}|^{2}=i.\,}
Cela donne une relation pour la somme des intensités spectroscopiques depuis et vers tout état donné, bien que pour être exacte dans l'absolu, les contributions de la probabilité de capture radiative pour les états diffusifs non liés doit être incluse dans la somme :
{\displaystyle \sum _{j}2m(E_{i}-E_{j})|x_{ij}|^{2}=1.\,}

## Les trois articles fondateurs
- W. Heisenberg, Über quantentheoretische Umdeutung kinematischer und mechanischer Beziehungen, Zeitschrift für Physik, 33, 879-893, 1925 (received July 29, 1925). [traduction en anglais : B. L. van der Waerden, editor, Sources of Quantum Mechanics (Dover Publications, 1968)  (ISBN 0-486-61881-1) (Titre en anglais : Quantum-Theoretical Re-interpretation of Kinematic and Mechanical Relations, en français : Réinterprétation des relations cinématique et mécanique dans le cadre de la théorie quantique)].
- M. Born and P. Jordan, Zur Quantenmechanik, Zeitschrift für Physik, 34, 858-888, 1925 (received September 27, 1925). [traduction en anglais : B. L. van der Waerden, editor, Sources of Quantum Mechanics (Dover Publications, 1968)  (ISBN 0-486-61881-1) (English title: On Quantum Mechanics)].
- M. Born, W. Heisenberg, and P. Jordan, Zur Quantenmechanik II, Zeitschrift für Physik, 35, 557-615, 1925 (reçu le 16 novembre 1925). [Traduction en anglais : B. L. van der Waerden, editor, Sources of Quantum Mechanics (Dover Publications, 1968)  (ISBN 0-486-61881-1)].